# Dysphania ares
Dysphania ares là một loài bướm đêm trong họ Geometridae.